# I cugini di campagna (álbum)
I Cugini di Campagna es el primer álbum del grupo de música pop italiano I Cugini Di Campagna , editado en 1972.

## Canciones
Cara A
1. L'uva è nera (Gianni Meccia-Ivano Michetti-Bruno Zambrini) (2.20)
2. Un letto e una coperta (Gianni Meccia-Bruno Zambrini) (3.30)
3. Simba né né (Gianni Meccia-Bruno Zambrini) (3.09)
4. Come to Canterbury (Gianni Meccia-Bruno Zambrini) ° (2.23)
5. La storia della mia vita (Anassandro-Fabio Germani) (2.30)
6. L'asino (M.Marenco-G.P.Donà) (2.45)

Cara B
1. È il bel mondo di Dio (Gianni Meccia-Bruno Zambrini) (2.45)
2. La mia poesía (L.Romanelli) (3.08)
3. Tirin Tiron (Italo Alfaro-Gianni Meccia-Bruno Zambrini) (*) (2.11)
4. Po po povero mondo (Gianni Meccia) (2.37)
5. Te la dico (Gianni Meccia-Bruno Zambrini) (2.11)^
6. Il ballo di Peppe (Fabio Germani) (2.28)

° : desde la película: Canterbury proibito, regia por Italo Alfaro
(*) : desde la película: Decameron n.3, regia por Italo Alfaro
^ : Ya interpretada por Annibale, con otro pseudónimo Gianpiero Muratti nel 1971 (Pull) , con la partecipation de I Cugini di Campagna, en los coros.

Arreglos musicales
Cara A
1,3,5,6 : Ivano Michetti
2 : Luis Enriques Bacalov
4 : Bruno Zambrini
Cara B
1,4,5,6 : Ivano Michetti
2 : Maurizio De Angelis
3 : Bruno Zambrini

## Los sencillos
- Pull (**)

Lato A : Un letto e una coperta (Gianni Meccia-Bruno Zambrini) (3.30)

Lato B : L'uva è nera (Gianni Meccia-Ivano Michetti-Bruno Zambrini) (2.20) 

(**) : De esto sencillo hay 2 ediciones con los números de catálogo diferentes: la primera "ZL 50181", la secunda "QSP 1002"; esto es para el passaje de distribuccion de la RCA Italiana a la Fonit Cetra, entre la primera y la secunda mitad de 1972.

Las dos publicación también se plantean con una foto de la portada diferente.

- Datos: Q3790161